# Tony Brown (productor de discos)
Tony Brown (11 de diciembre de 1946) es un productor de discos y pianista americano, conocido principalmente por su trabajo en la música country. Antiguo miembro de the Stamps Quartet y de los coros para Emmylou Harris, Brown ha trabajado principalmente como productor desde finales de la década de 1980. Es conocido principalmente por su trabajo de producción con Reba McEntire, Vince Gill, y George Strait.

## Historia
Continuó las siguientes temporadas con The Dixie Melody Boys y Trav'lers Quartets, y en 1966 se unió a J. D. Sumner y The Stamps Quartets. En 1972, viajó brevemente con The Blackwood Brothers, después de unirse a Oak Ridge Boys como miembro de The Mighty Oaks Band. Brown también tocaba el piano para Elvis Presley. Realizó muchas giras con The TCB Band durante los dos años finales de Elvis Presleys, y en 1976 fue parte de las sesiones de grabación de "Jungle Room" en Graceland. En 1979, se unió ala banda de acompañamiento Emmylou Harris,  el The Hot Band, tomando el relevo del antiguo músico acompañante de Presley, Glen D. Hardin. Brown se quedó con Harris hasta 1981. Más tarde, se convirtió en un músico de estudio en Nashville y realizó diversas giras como la que hizo con Rosanne Cash.
Después de dejar esa posición, Brown comenzó como productor con álbumes de algunos artistas. También fue presidente de MCA Nashville en la década de 1990. Entre estos estaban Tracy Byrd, Steve Earle, Vince Gill, The Mavericks, McBride & the Ride, Reba McEntire, Rodney Crowell, Wynonna, Lyle Lovett, Brooks & Dunn, Trisha Yearwood, Marty Stuart, Patty Loveless, Kelly Willis, Pat Green, Chely Wright y George Strait. En los años 80 también fue teclista de The Cherry Bombs, la banda de apoyo de Crowell. Su carrera ha producido sobre 100 números 1 en sencillos y los récords de sus fichajes y ventas de sus canciones y producciones han excedido la marca de 100 millones.
En 2002, Brown abandonó su posición en MCA y fue cofundador de Universal South Records, una empresa conjunta con Universal Records y el veterano ejecutivo de discos Tim DuBois. El listado del sello incluía a Joe Nichols, Matthew West, Allison Moorer, Rockie Lynne, Shooter Jennings, Cross Canadian Ragweed, Bering Strait, Katrina Elam, Holly Williams y Matt Jenkins.
Brown produjo la mayoría de las pistas de uno de los álbumes más taquilleros de 2012, Tuskegee, con el galardonado artista Lionel Richie, con duetos con Blake Shelton, Jason Aldean, Darius Rucker, Tim McGraw, Jimmy Buffett, Little Big Town, Kenny Rogers y Willie Nelson.
Cuatro veces ganador del Premio Grammy, también ha recibido cuatro premios de  la Academy of Country Music, incluyendo el prestigioso premio al Productor del Año ACM. En 1994, con numerosos álbumes de Oro, Platino y multiplatino en su haber, fue honrado con una nominación al Grammy por Productor del Año, la primera vez que la industria discográfica ponía en la disputa por el premio a un miembro de la música country desde 1979.
Dejando el éxito comercial de lado, Brown a menudo es considerado el padre fundador del movimiento de música country alternativo  conocido como "Americana", después de haber firmado (y producido) un crisol de artistas del género como Rodney Crowell, Steve Earle, Joe Ely, Lyle Lovett, Kelly Willis, Todd Snider, Allison Moorer, The Mavericks, Shooter Jennings y otros.

## Vida personal
El primer matrimonio de Brown fue con Janie Levin, con quien tuvo dos hijos: Brennan y Brandi. Más tarde se casó con Anastasia Pruitt desde 1999 hasta su divorcio en 2009. En febrero de 2013, se casó con Jamie Antee. El matrimonio terminó en divorcio en junio de 2014.
El 4 de febrero de 2016, exactamente 5 años después del día de su primer encuentro, Tony Brown y Jamie Nicole Brown se volvieron a casar y renovaron sus votos en una ceremonia privada en Nashville, Tennessee.
Durante una cena de negocios el 11 de abril de 2003, Brown se cayó de una escalera, lo que le produjo una lesión cerebral. Fue sometido a dos cirugías y totalmente recuperado.